# مایکل بی سیلور
مایکل بی سیلور (انگلیسی: Michael B. Silver؛ زادهٔ ۸ ژوئیهٔ ۱۹۶۷) بازیگر سینمای اهل ایالات متحده آمریکا است.
او در فیلم لری گی بازی کرده‌است.